# Smart
|  | Per a altres significats, vegeu «Smart Fortwo». |

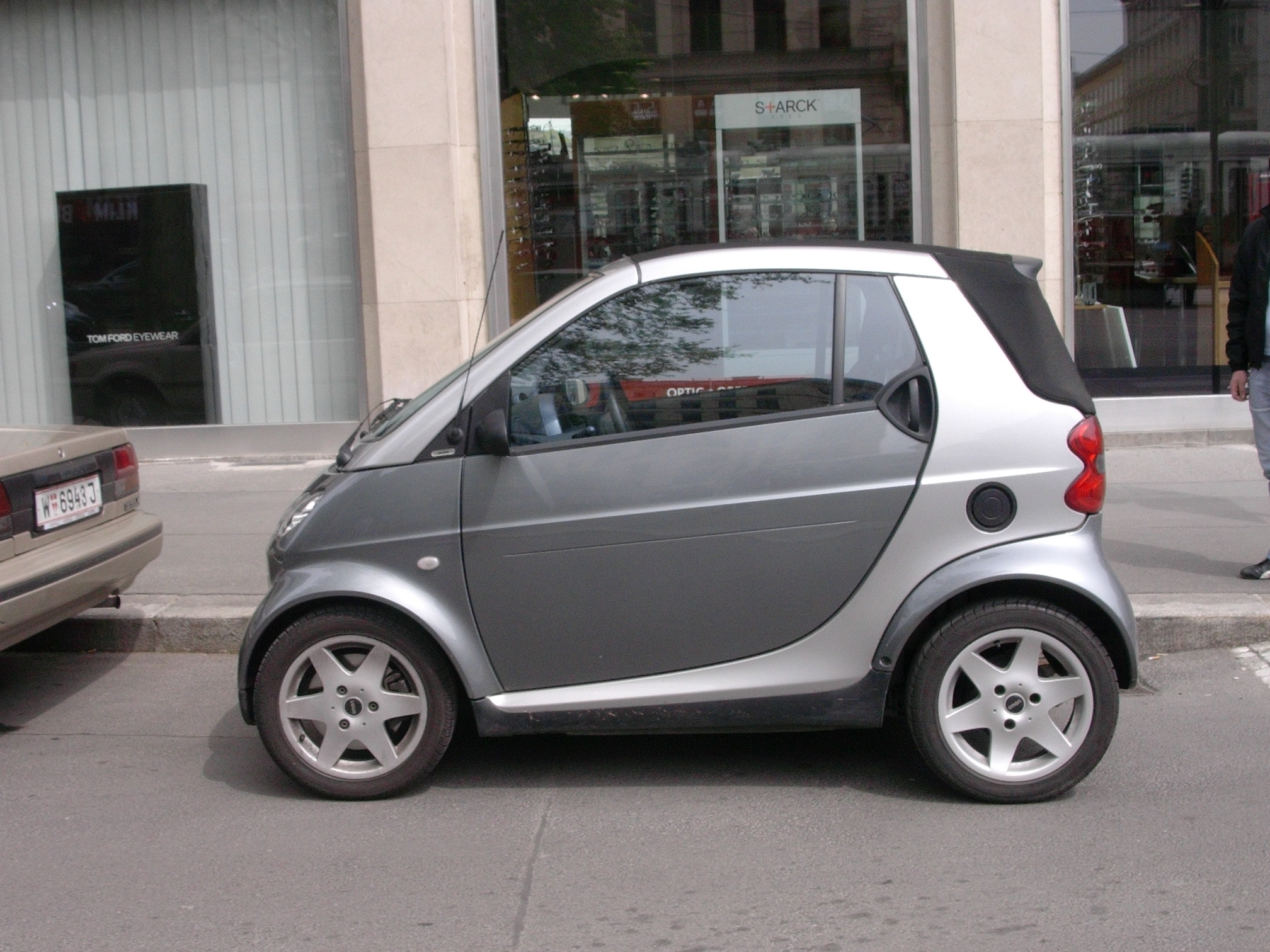
Smart Fortwo Coupé 1ª generació

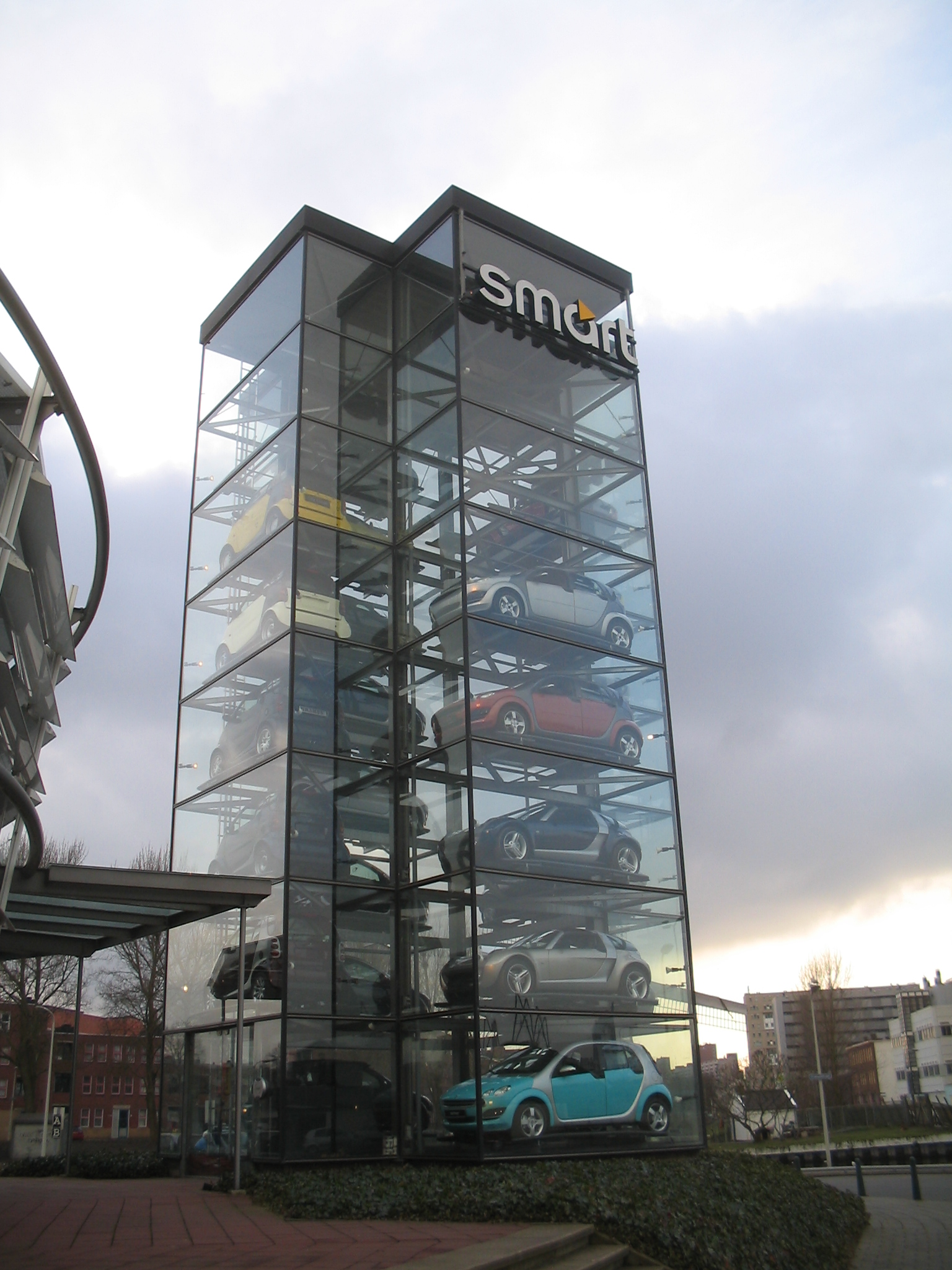
Smart Center La Haia

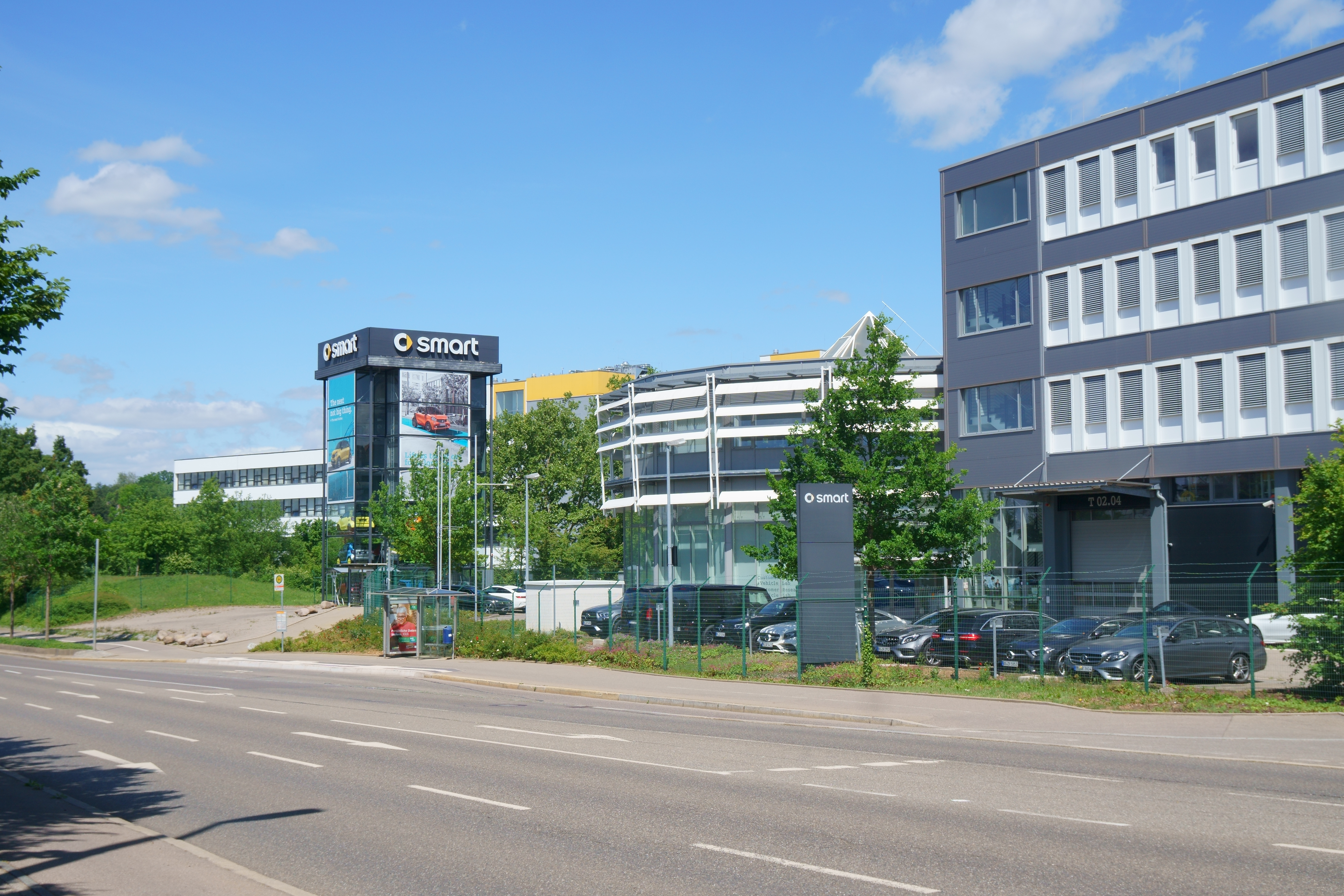
Smart, Böblingen

MCC Smart (abreviatura de Micro Compact Car Swatch Mercedes Art) és una marca de automòbils petits creada per una associació de el tipus joint venture entre les empreses Swatch i Mercedes-Benz. Smart va ser fundada per produir automòbils enfocats a l ús suburbà. La marca Smart és part de Mercedes-Benz Group com Micro Compact Car GmbH. El nom de la companyia es va canviar a Smart GmbH.
Al llarg de la seva història Smart ha tingut 4 models en producció: El city-coupé o fortwo, el Forfour, el roadster i el roadster-coupé. No obstant això ha estat el seu primer model, el city-coupé o fortwo el més emblemàtic, el primer a produir-se i l'únic en producció fins a la recent introducció del ForFour segona generació en 2015. Pensant introduir nous models, Smart ha fet la seva aparició en diferents salons automobilístics i ha presentat prototips i sondejat el mercat de cara a la creació dels nous models. Va presentar al Saló de París de 2010 un prototip de scooter elèctric .; en el Saló de Ginebra de 2011 el prototip ForSpeed. La tercera generació del Smart Fortwo ha estat llançada a l mercat al novembre de 2014, compartint plataforma i planta de producció amb el Renault Twingo. Aquesta última generació ve acompanyada de la segona iteració del Smart Forfour.

## Gamma de models

### Models obsolets
- 2003-2005, Smart Roadster : Automòbil esportiu biplaça amb carrosseria descapotable tipus targa (amb part de la carrosseria formant una barra anti-bolcada i sostre rígid desmuntable). Comparteix l'estructura bàsica del Fortwo, encara que amb la mateixa posició posterior del motor. Aquest model també va deixar de produir-se durant el 2006, tot i que DaimlerChrysler va anunciar que havia venut el utillatge del model a una companyia anglesa perquè aquesta continués amb la producció sota marca pròpia. També es va produir el Smart Roadster Coupe que es diferencia del Roadster amb un mòdul de vidre sobre la zona del motor, a manera d'extensió de sostre. Va patir la mateixa sort del Forfour i del Roadster.
- 2004-2006, Smart Forfour : automòbil de turisme del segment B. Va ser desenvolupat en conjunt amb el Mitsubishi Colt i fabricat a Holanda. Durant el primer trimestre de l'any 2006 es va fer oficial la cancel·lació de la producció d'aquest model a causa de la baixa rendibilitat de la marca Smart.

### Models al carrer
- 1998-2021, Smart Fortwo:[5] microcotxe biplaça disponible en versions coupé i descapotable ; durant un temps el Crossblade, una versió sense sostre i amb portes buides. Els seus panells de carrosseria són desmuntables, per la qual cosa es pot canviar el color de la carrosseria en minuts.
- Novembre de 2014-2021, Smart Forfour de segona generació:[5] versió renovada del Smart ForFour de primera generació (2004-2006). Basat en la plataforma del Renault Twingo, compta amb motorització i tracció posterior per un motor turbo 3 cilindres, a partir de novembre de 2014 ja que el 2006 va ser clausurat per les baixes vendes.

### Models futurs (oficialment anunciats)
- Smart ED (Smart Electric Drive): versió elèctrica del Smart Fortwo, que empra bateries directament recarregables mitjançant un endoll estàndard, a la xarxa elèctrica. La seva autonomia esperada està entre els 60-70 km, i s'espera la seva posada a la venda una vegada finalitzi l'experiència pilot. El Smart ED va sortir a la venda a la Unió Europea el 01-07-2010.[6]
- Smart-for-us, mostrat en el Saló de Detroit, el gener de 2012 i inspirat en el concepte Forvision presentat a Frankfurt, amb dimensions similars a la d'un Fiat 500 (2007). Compta amb un motor elèctric de 55 kW i de bateries de ions de liti de 17.6 kWh, una velocitat màxima de 120 km / hi una autonomia de 140 km.[7]

### Prototips
- Smart Scooter elèctric : prototip de scooter elèctric presentat al Saló de l'automòbil de París de l'any 2010.[3]
- Smart ForSpeed : prototip de cotxe biplaça presentat al Saló de Ginebra de l'any 2011.
- Smart ForVision : prototip de cotxe biplaça presentat al Saló de l'automòbil de Frankfurt de l'any 2011.
- Smart Forstarts : prototip Smart elèctric amb projector de cinema integrat al capó. Es presentà de forma oficial, al Saló de l'automòbil de París 2012.[8]

'FOURMORE' anticipant-se al boom dels SUV, Smart va preparar sobre l'any 2003 el llançament d'un SUV derivat del Forfour. Finalment la matriu Daimler-Benz va suspendre el projecte suposadament perquè la inversió que requeria aquest llançament s'havia de destinar a la creació de la nova sèrie de Mercedes-Benz GLK. Alguns prototips camuflats van ser fotografiats a l'any 2003.

## Conversions a vehicles elèctrics
eSmart és una conversió del Smart Fortwo a elèctric. Té un rang de 40 km amb bateries AGM (100 km amb bateries Li-ió).